# 中央大学高等学校
中央大学高等学校（ちゅうおうだいがくこうとうがっこう、英称:Chuo University High School）は、東京都文京区春日一丁目に所在する私立高等学校。通称「中大高（ちゅうだいこう）」。中央大学の敷地内にある附属校で、ほとんどの生徒（85％以上）が中央大学に進学する。授業では大学の講義も取り入れており、中央大学最初の高等学校として100年近い歴史を持つ。

## 概要
前身は1928年創立の中央大学商業学校。中央大学が最初の附属校として、向学心に燃える勤労青少年のために設立した。以来都内私立高校では唯一の独立定時制高校であったが、学校教育法の一部改正に伴い、1989年度入学生から修業年限3年制を実施。その後、1993年度から昼間定時制に移行した。また、それまでの週5日制を2008年度新入生から週6日制に変更した（3年生は週5日制維持）。
校舎は中央大学後楽園キャンパス内にある。男女共学で生徒数は約480名。当初は各学年2クラス編成で学校全体の人数も240人ほどであったが、2002年理工学部キャンパス3号館の工事終了とともに高校校舎が拡大し、2002年度入学生より1学年約160人（4クラス）へと増加した。但し、附属4校のうち生徒数は最少である。
中央大学の授業を取り入れており、また大学の施設を共有し、大学の学生と授業を共にすることもしばしばある。
なお、ほとんどの生徒が中央大学に進学する。オープンキャンパスの際は大学の学生と共に案内などをすることがある。
同敷地に所在する中央大学理工学部の教授が中央大学高校の校長を務めることが慣習となっている。

## 沿革
- 1928年3月 - 中央大学商業学校創立開校（甲種・商業科夜間4年制）、初代校長 馬場愿治就任
- 1948年4月 - 中央大学高等学校と改称(商業科夜間4年制)
- 1954年2月 - 後楽園校舎に移転
- 1957年4月 - 錦町校舎(旧千代田区役所庁舎)に移転、普通科設置
- 1966年4月 - 聖橋校舎に移転、商業科の募集を停止
- 1980年8月 - 文京区春日理工学部キャンパス（8号館）に移転、現在に至る
- 1982年～1984年 - 東京都高等学校定通制体育大会総合優勝
- 1988年11月 - 創立60周年記念式典挙行
- 1989年4月 - 新入生より修業年限3年制に移行、第10代校長 栗原泰房就任
- 1991年4月 - 第11代校長 新川文雄（理工学部教授）就任
- 1992年3月 - 4年制最終卒業生と3年制一回卒業生が同時卒業
- 1993年4月 - 授業時間帯を改め、昼間定時制に移行、制服が制定される
- 1995年4月 - 第12代校長 山岡俊文就任
- 1997年8月 - 全国高等学校定時制通信制軟式野球大会準優勝
- 1998年4月 - 第13代校長 杉田達雄（理工学部教授）就任
- 1998年10月 - 中央大学高等学校創立70周年記念式典挙行
- 2003年4月 - 第14代校長 岸信行（理工学部教授）就任、理工学部新棟（3号館）2・3階に高校施設完成、新入生より制服のデザインを変更
- 2007年4月 - 第15代校長 田中好一就任、高校の教諭の校長就任は初
- 2008年4月 - 第16代校長 植野妙実子（理工学部教授、憲法専門）就任
- 2008年11月24日 - 創立80周年記念式典を理工学部アリーナで開催。来賓、卒業生、在校生及び保護者等901人が出席。創立80周年記念誌「白灯」発刊。
- 2010年4月 - 第17代校長 村岡晋一（理工学部教授、哲学専門）就任

## 校風
校風には中央大学の校風を受け継ぎ、質実剛健・家庭的情味を掲げている。少人数のためアットホームな雰囲気が特徴であり、職員室は開放されている（テスト期間以外）。同学年ならば皆顔見知りである。

## 昼間定時制
1927年の創立時には夜間定時制であったが、1993年より昼間定時制に移行。始業は午前9時20分・終業は午後3時50分であり、全日制に比べ始業時刻も終業時刻もやや遅い。1日6時限授業で週6日制であり、大部分の定時制と違い、修業年限は3年である（3年生から週5日になる）。
全日制との違いはさほど無く、現在すべての部活動が全日制の部会に所属している。何故高校そのものを全日制に切り替えないのか？という意見も聞かれるが、高校独自の校庭を持たないことが原因で全日制の設置基準を満たせない為である。
なお、体育や運動部の活動は、高校専用体育館・理工学部アリーナ・外部グラウンド・高校屋上などを用いて行われる。始業時間が遅いことは遠隔地からの通学を可能にし、東京都・神奈川県・千葉県・埼玉県・茨城県と在校生の居住地は広範囲に及ぶ。東京都以外では千葉県からの通学者が最も多く生徒の4分の1を占める。

## カリキュラム
カリキュラムは年度によって変動が大きいが、附属の特性を活かして幅広い科目が設置されている。選択授業としては、2年次より中国語やフランス語といった第二外国語の授業が行われ、英検2級対策の講習や他大志望の生徒のための英語など各種受験演習科目も設置されていて、卒業までに約90％の学生が英検2級を取得する。
また高大一貫教育の一環として中央大学から講師を招いた簿記講座を行っており、受講者の多くが在学中に簿記3級・2級を取得する。
3年次には文系・理系のコース分けが行われ、コースにより行われる授業が異なる。また、大学の附属という特性を活かして、3学期には進学学部別講座が行われている。近年他大学進学希望の生徒が増加、2009年度からは他大学受験クラスが新設され、毎年、東京大学をはじめ東京工業大学、一橋大学等有名国立大学に合格者を輩出している。

## 行事
入学式
4月に高校アリーナまたは大学アリーナにて行われる。
HR合宿
5月に富士緑の休暇村にて1・2年生合同で行われる。校歌練習（校歌は中央大学と同じ）・山登り・飯盒炊爨・球技大会・運動能力テストと、様々なイベントが行われる。2泊3日。クラスを飛び越え、また学年を飛び越えて多数の知り合いができる。生徒全員が顔見知りとなる第一歩でもある。
修学旅行
5月に3年生を対象に行う。行き先は生徒の投票による多数決で決められる。
2004年はオーストラリア、2005年は沖縄、2006年はオーストラリア、2007年はカナダ、2008年はオーストラリア、2009年は北海道、2010年は沖縄、2011年は北海道、2012年は台湾、2013年は沖縄、2014年はハワイ、2015年はシンガポール、2016年は沖縄、2017年はシンガポール。
後楽祭（文化祭）
例年9月に理工学部キャンパスにて行われる。例年2日間行われるが初日は学外非公開である。2日目の模擬店や展示などはにぎわう。終了後小ホールにて後夜祭が行われ毎年大変盛り上がる。
体育祭
多摩キャンパスにて全学年で2日間に渡って行われる。各種個人競技の他に、クラス対抗リレーや全員参加リレーが行われる。
クラス対抗や縦割りの対抗で毎年大変盛り上がる。夏季休暇中、体育祭や文化祭のため登校する生徒は非常に多い。
マラソン大会
毎年2月に昭和記念公園にて1・2年生合同で行われる。女子は約6km・男子は約8kmを走り、上位者には表彰が贈られる。以前は皇居外周で行われていた。
卒業式
理工学部アリーナにて全学年生参加で行われるのが原則。
クラスＴシャツ
毎年各クラスで独自のＴシャツを作成。球技大会や体育祭等のイベント時にはクラスＴシャツを着用する。3学年12クラスで色が被らないよう調整し、大会時は一目でどのクラスか判別できる。3年になっても1年次のクラスTシャツを着る機会がある。修学旅行時も1年次のクラスＴシャツを持参。同窓会的に写真を撮ったり、学年が変わっても元のクラスでの親交は盛んである。　
0時限
始業前の8:00から行われる特講。自由選択科目のため自主的に受講する。英検2級など特講科目で一定基準に満たないと、いつまでも補講を受けなければならない。

## 施設・設備
教室は中央大学理工学部の後楽園キャンパス内に併設されており、後楽園キャンパス2号館の一部・3号館の一部と8号館が高校のスペースである。また、高校だけでの施設では不十分な面もあるため、小石川運動場、文京総合体育館、文京スポーツセンター等を利用することがある。学食も大学と共同だが、混雑緩和のため大学の昼休みとは昼休みの時間がずれている。

### 高校専用設備

#### 2号館[1]

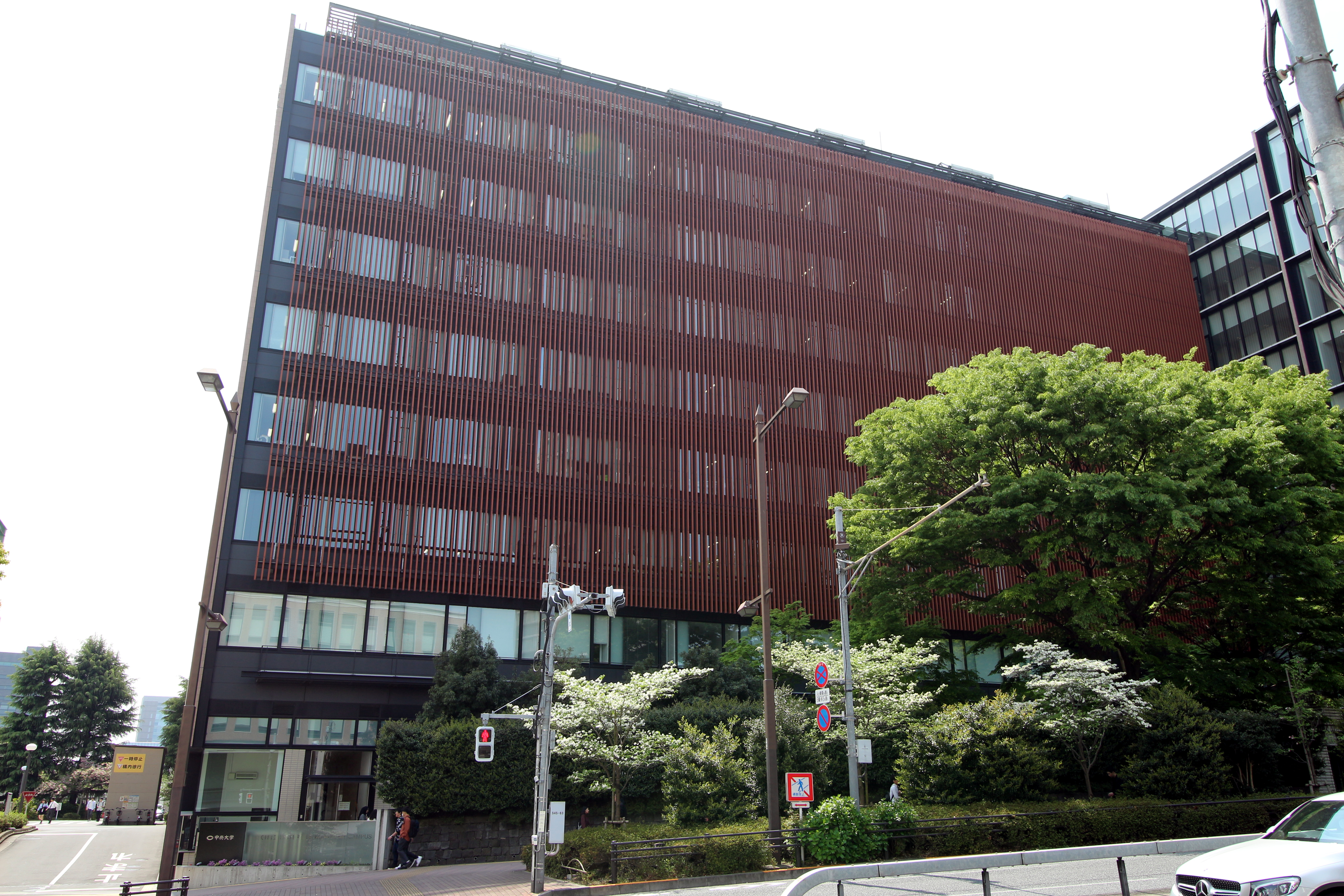
2号館

2号館は2011年に工事が終了、それ以降は主に体育や演習室として利用している。
- 体育館 (地下1階・1階[2])
- 体育倉庫 (地下1階)
- 体育館放送室 (地下1階)
- 進路相談室 (2階)
- 演習室 (2階)

#### 3号館[1]
3号館は2003年に工事が終了、それ以降は主に3年生が使用している。
- 3年生教室（2階）
- 演習室 (2階)
- 職員室（2階）
- 理科室（2階）
- 音楽室（2階）
- 小ホール（3階・4階[3])
- 図書室（3階）
- 情報処理室（3階）

#### 8号館
- 事務室 (1階)
- 校長室（1階）
- 書道室（1階）
- 生徒会室（1階）
- ロビー（1階）
- 1・2年生教室（2・3階）
- 更衣室[4] (2・3階)
- 職員室（2階）
- 美術室（3階）
- 屋上[5]

### 大学から借用する事の多い施設
- 体育館…5号館4階アリーナ
- 学生食堂[6]…3号館1階・5号館地下1階
- 大学生協[6]…7号館1階
- 大教室…5号館5534教室など

## 白灯会
卒業したOBやOGによって白灯会（はくとうかい）が組織されている。白灯会は、年に数回発行される会報を歴代全卒業生のもとへ郵送したり、成人を祝う会や後楽祭（文化祭）などといった各種行事の補佐を務めたりと、多岐に渡って活動している。白灯会は卒業生と学校を結ぶ役割のほか、設立当初の勤勉学生の気質を今に伝える役割も果たしている。

## その他
例年、募集定員が少ないために入試の倍率は高く、現在では一般入試・推薦入試ともに都内でトップの競争率を誇る。また、全国の定時制高校の中では最も偏差値が高く、全日制高校と比較しても難関校の部類に当たる。
進学面をみると、以前は中央大学への進学率が他の附属2校に比べ低かったが、昼間定時制移行後は推薦枠が大幅に増え（現在は中央大学と中央大学高校、中央大学附属高校、中央大学杉並高校の4校が一緒に推薦枠の協議を行うため3つの付属高校の推薦枠は原則同じ）、例年卒業生の9割が中央大学へ進学、1割は国公立大学および早慶大に進学する。毎年中央大学から学部ごとの推薦人数が割り当てられ、高校内で成績順に希望学部に内定する。また中央大学への推薦権を留保したまま国公立大学各学部および私立大学の医・歯・薬・獣医・看護の学部・学科への受験は認められている。
- 2008年　卒業生152名　法学部36名　経済学部26名　商学部27名　理工学部22名　文学部17名　総合政策学部7名　計135名
- 2009年　卒業生165名　法学部41名　経済学部26名　商学部23名　理工学部27名　文学部19名　総合政策学部7名　計143名
- 2015年　卒業生159名　法学部49名　経済学部20名　商学部23名　理工学部24名　文学部14名　総合政策学部7名　計137名
- 2016年　卒業生157名　法学部47名　経済学部27名　商学部24名　理工学部26名　文学部14名　総合政策学部7名　計145名
- 2017年　卒業生160名　法学部45名　経済学部27名　商学部17名　理工学部31名　文学部15名　総合政策学部7名　計142名
- 2018年　卒業生168名　法学部45名　経済学部39名　商学部19名　理工学部20名　文学部9名　  総合政策学部7名　計139名

## 交通
- 東京メトロ（丸ノ内線・南北線）後楽園駅より徒歩3分
- 都営地下鉄（大江戸線・三田線）春日駅より徒歩5分
- 都営地下鉄三田線水道橋駅より徒歩10分
- 中央・総武緩行線（JR東日本）水道橋駅より徒歩12分